# Conrad Adriaenssens
Conradus Alphonsus „Conrad” Adriaenssens (ur. 25 września 1871 w Antwerpii, zm. ?) – belgijski strzelec, olimpijczyk.
Dwukrotny uczestnik igrzysk olimpijskich (IO 1920, IO 1924). Podczas igrzysk w Antwerpii wystąpił w przynajmniej 6 konkurencjach drużynowych, zajmując m.in. 5. miejsce w pistolecie dowolnym z 50 m. W Paryżu  osiągnął m.in. 11. pozycję w karabinie dowolnym drużynowo i 30. lokatę w karabinie małokalibrowym z 50 m.

## Wyniki

### Igrzyska olimpijskie
| Igrzyska       | Konkurencja                                     | Wynik                            | Miejsce | Źródło |
| -------------- | ----------------------------------------------- | -------------------------------- | ------- | ------ |
| Antwerpia 1920 | Karabin dowolny, trzy postawy, 300 m, drużynowo | 3936 pkt. (druż.)                | 12      | [ 4 ]  |
| Antwerpia 1920 | Karabin wojskowy leżąc, 300 m, drużynowo        | 264 pkt. (druż.)                 | 14      | [ 5 ]  |
| Antwerpia 1920 | Karabin wojskowy leżąc, 600 m, drużynowo        | 264 pkt. (druż.)                 | 10      | [ 6 ]  |
| Antwerpia 1920 | Karabin wojskowy stojąc, 300 m, drużynowo       | 217 pkt. (druż.)                 | 12      | [ 7 ]  |
| Antwerpia 1920 | Karabin wojskowy leżąc, 300 i 600 m, drużynowo  | 469 pkt. (druż.)                 | 14      | [ 8 ]  |
| Antwerpia 1920 | Pistolet dowolny, 50 m, drużynowo               | 2229 pkt. (druż.)                | 5       | [ 1 ]  |
| Paryż 1924     | Karabin dowolny leżąc, 600 m                    | 78 pkt.                          | 41      | [ 9 ]  |
| Paryż 1924     | Karabin dowolny, drużynowo                      | 117 pkt. (ind.) 550 pkt. (druż.) | 11      | [ 3 ]  |
| Paryż 1924     | Karabin małokalibrowy leżąc, 50 m               | 384 pkt.                         | 30      | [ 2 ]  |